# ГЭС-1
ГЭС-1 им. П. Г. Смидовича (Государственная электрическая станция № 1) — одна из старейших действующих тепловых электростанций России. Расположена в центре Москвы в районе Замоскворечье, входит в состав ПАО «Мосэнерго». Электростанция носит имя Петра Гермогеновича Смидовича — партийного и государственного деятеля СССР.
Здание ГЭС-1 по форме напоминает корабль и было спроектировано при участии архитектора Ивана Жолтовского. Электростанция поставляет электрическую энергию в ЕЭС России и снабжает тепловой энергией Центральный округ Москвы, в том числе: Кремль, Государственную Думу, Старую площадь и Лубянскую площадь.

## История
ГЭС-1 (ранее — МГЭС-1 и/или Раушская электростанция) построена акционерным «Обществом электрического освещения 1886 года» по указу императора Александра III и была первой станцией, дающей переменный ток. Строительство станции началось в 1896 году, а 28 ноября 1897 года состоялся пуск её первой очереди мощностью 3,3 МВт. К этому времени в Москве работала только одна электростанция — центральная электростанция постоянного тока «Георгиевская» мощностью 1,5 МВт, построенная в 1888 году на ул. Большая Дмитровка (сейчас в её здании расположен Московский государственный выставочный зал Новый Манеж).
Через семь лет после начала работы мощность ГЭС-1 достигла 10,5 МВт. На станции были установлены работающие на нефти котлы компании «Siemens & Linz», а также паровые поршневые машины и генераторы компании «Siemens & Halske AG» мощностью 450 кВт.
В 1899—1900 годах МГЭС-1 обеспечивала электричеством линии первых московских трамваев. 15 февраля 1907 года была введена в строй ещё одна московская станция — МГЭС-2 «Трамвайная» мощностью 6 МВт, построенная Городской управой Москвы.
В ноябре 1907 года завершена постройка нового машинного зала и котельной — вторая очередь Раушской станции.
В связи с трудностями Первой мировой войны ГЭС-1 в 1915 году была переведена на подмосковный торф.
Советский период
16 (29) декабря 1917 года Декретом Совета народных комиссаров всё имущество Общества было конфисковано и объявлено собственностью Российской Республики.
В 1920-е годы МГЭС-1 выполняла функции регулирующей станции, поддерживающей нормативную частоту и напряжение в Московской энергосистеме.
МГЭС-1 была до Октябрьской революции самой мощной электростанцией в России, на ней было установлено 12 турбин общей мощностью в 55 МВт. Планом ГОЭЛРО намечалось увеличение мощности 1-й МГЭС до 75 МВт. К кратчайшему сроку выполнения плана ГОЭЛРО 1-я МГЭС достигла мощности 110 МВт, так как на ней были установлены непредусмотренные планом три агрегата по 16 МВт.
В последующие годы МГЭС-1, расположенная в центре Москвы, постепенно переходит на роль теплофикационной электростанции. В марте 1931 года была введена в работу первая теплофикационная магистраль горячей воды от МГЭС-1 через старый Москворецкий мост и по улице Разина до здания Высшего Совета народного хозяйства (ВСНХ) на площади Ногина и создано специализированное предприятие по эксплуатации и развитию московской теплосети.
В 1933 году на станции была введена в эксплуатацию первая советская теплофикационная турбина мощностью 12 МВт, в результате чего мощность предприятия увеличилась до 119,8 МВт.
11 июля 1946 года ГЭС-1 перешла на сжигание природного газа и стала первой в советской энергетике электростанцией, использующей газ в качестве топлива.
1 июня 1956 года произошло объединение МГЭС-1 и МГЭС-2 в одно предприятие: ГЭС-1 им. П. Г. Смидовича.
После распада СССР
В 1993 году на ГЭС-1 началась шестая реконструкция основного оборудования, в рамках которой смонтировано 4 современных турбогенераторов мощностью 12 МВт и 2 турбогенератора мощностью 25 МВт производства Калужского турбинного завода.

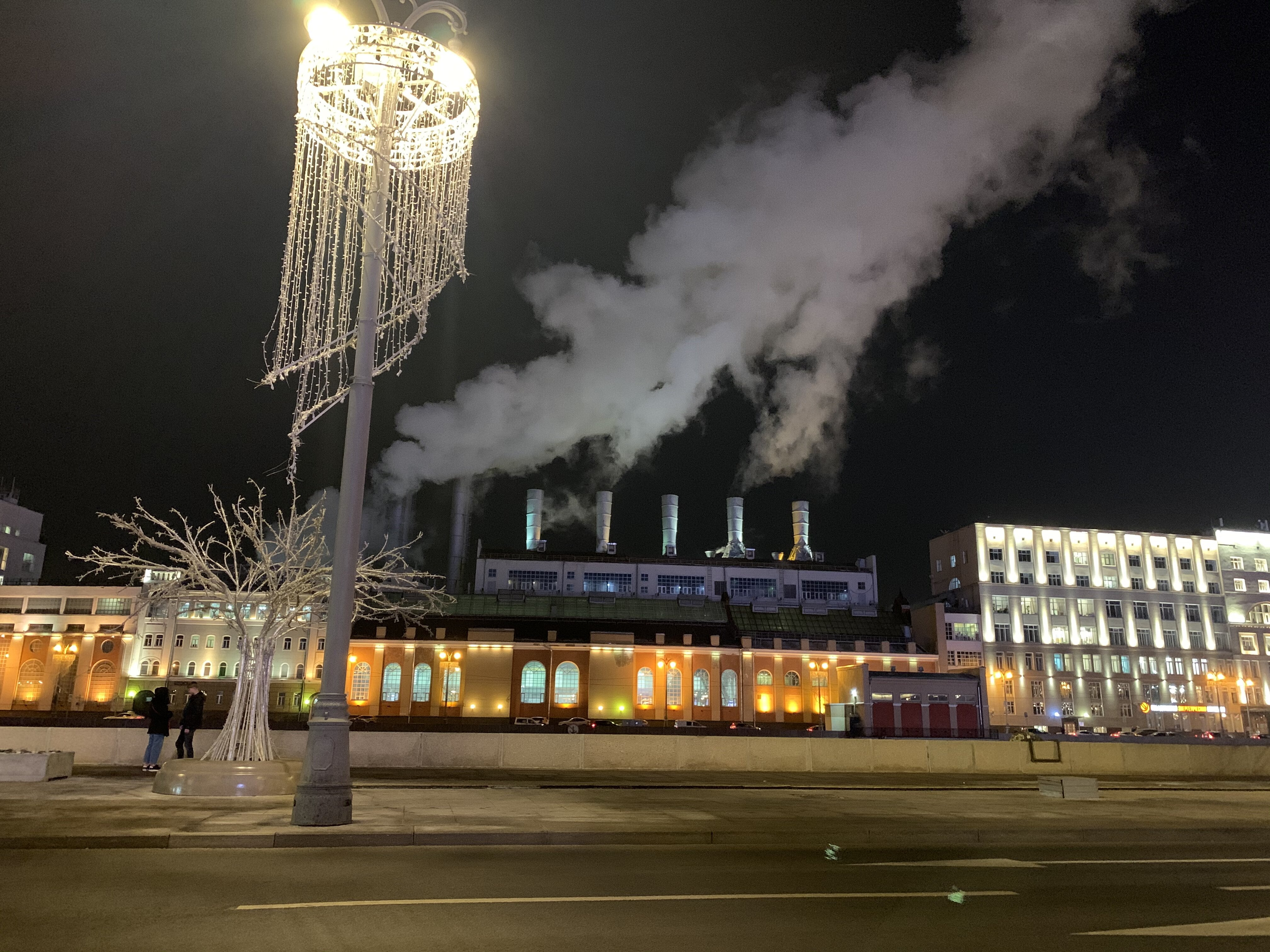
ГЭС-1. Вид с Москворецкой набережной

В 2001 году на станции был установлен новый газомазутный котёл, увеличивший производительность тепловой энергии в 1,6 раза по сравнению со старым. В течение 2010—2012 годов планировалось ввести в эксплуатацию ещё три таких котла.
В октябре 2004 года на станции в результате замены турбоагрегата № 29 пущена в эксплуатацию новая турбина Р-12 производства Калужского турбинного завода установленной электрической мощностью 12 МВт, тепловой — 30 Гкал/ч.
В 2006 году в результате замены турбины № 31 мощность станции увеличилась на 25 МВт.

## Основные производственные показатели
| Показатель                                              | 2000  | 2001   | 2002   | 2003   | 2004   | 2005   | 2006   | 2007   | 2008   | 2009   | 2010   | 2011   | 2012   | 2013 |
| ------------------------------------------------------- | ----- | ------ | ------ | ------ | ------ | ------ | ------ | ------ | ------ | ------ | ------ | ------ | ------ | ---- |
| Установленная электрическая мощность на конец года, МВт | 95,7  | 95,7   | 82,7   | 72,7   | 70,0   | 70,0   | 95,0   | 95,0   | 95,0   | 95,0   | 86,0   | 86,0   | 86,0   | 86,0 |
| Выработка электроэнергии, млн кВт·ч                     | 383,2 | 368,1  | 391,6  | 395,1  | 380,1  | 365,3  | 358,1  | 377,3  | 383,0  | 389,6  | 367,8  | 397,7  | 380,9  | 335  |
| Установленная тепловая мощность на конец года, Гкал/ч   | 954   | 954    | 932    | 892    | 893    | 893    | 951    | 951    | 951    | 951    | 951    | 951    | 951    | 951  |
| Отпуск тепловой энергии с коллекторов, тыс. Гкал        |       | 2036,3 | 2079,2 | 2079,1 | 1895,1 | 1948,9 | 1876,6 | 1758,8 | 1654,0 | 1818,3 | 2013,2 | 1944,4 | 2026,8 | 1913 |

## Перечень основного оборудования
| Агрегат                              | Тип              | Изготовитель              | Количество | Ввод в эксплуатацию     | Основные характеристики | Основные характеристики | Источники |
| Агрегат                              | Тип              | Изготовитель              | Количество | Ввод в эксплуатацию     | Параметр                | Значение                | Источники |
| ------------------------------------ | ---------------- | ------------------------- | ---------- | ----------------------- | ----------------------- | ----------------------- | --------- |
| Оборудование паротурбинных установок |                  |                           |            |                         |                         |                         |           |
| Паровой котёл                        | Е-160-3,9-440 ГМ | ЗиО-Подольск              | 2          | 2001 г. 2012 г.         | Топливо                 | газ, мазут              | [ 12 ]    |
| Паровой котёл                        | Е-160-3,9-440 ГМ | ЗиО-Подольск              | 2          | 2001 г. 2012 г.         | Производительность      | 145 т/ч                 | [ 12 ]    |
| Паровой котёл                        | Е-160-3,9-440 ГМ | ЗиО-Подольск              | 2          | 2001 г. 2012 г.         | Параметры пара          | 29 кгс/см², 390 °С      | [ 12 ]    |
| Паровой котёл                        | Babcock-Wilcox   | Англия                    | 2          | 1930 г. 1931 г.         | Топливо                 | газ, мазут              | [ 12 ]    |
| Паровой котёл                        | Babcock-Wilcox   | Англия                    | 2          | 1930 г. 1931 г.         | Производительность      | 90 т/ч, 105 т/ч         | [ 12 ]    |
| Паровой котёл                        | Babcock-Wilcox   | Англия                    | 2          | 1930 г. 1931 г.         | Параметры пара          | 29 кгс/см², 390 °С      | [ 12 ]    |
| Паровой котёл                        | «Буккау»         | Германия                  | 2          | 1951 г.                 | Топливо                 | газ                     | [ 12 ]    |
| Паровой котёл                        | «Буккау»         | Германия                  | 2          | 1951 г.                 | Производительность      | 90 т/ч                  | [ 12 ]    |
| Паровой котёл                        | «Буккау»         | Германия                  | 2          | 1951 г.                 | Параметры пара          | 70 кгс/см², 430 °С      | [ 12 ]    |
| Паровая турбина                      | Р-10(12)-26/1,2  | Калужский турбинный завод | 2          | 1995 г. 1996 г.         | Установленная мощность  | 10 МВт                  | [ 12 ]    |
| Паровая турбина                      | Р-10(12)-26/1,2  | Калужский турбинный завод | 2          | 1995 г. 1996 г.         | Тепловая нагрузка       | 39 Гкал/ч, 37 Гкал/ч    | [ 12 ]    |
| Паровая турбина                      | Р-10(12)-26/5    | Калужский турбинный завод | 1          | 1993 г.                 | Установленная мощность  | 10 МВт                  | [ 12 ]    |
| Паровая турбина                      | Р-10(12)-26/5    | Калужский турбинный завод | 1          | 1993 г.                 | Тепловая нагрузка       | 50 Гкал/ч               | [ 12 ]    |
| Паровая турбина                      | Р-12-3,4/0,1     | Калужский турбинный завод | 1          | 2004 г.                 | Установленная мощность  | 12 МВт                  | [ 12 ]    |
| Паровая турбина                      | Р-12-3,4/0,1     | Калужский турбинный завод | 1          | 2004 г.                 | Тепловая нагрузка       | 40 Гкал/ч               | [ 12 ]    |
| Паровая турбина                      | Р-18(25)-26/1,2  | Калужский турбинный завод | 1          | 1998 г.                 | Установленная мощность  | 18 МВт                  | [ 12 ]    |
| Паровая турбина                      | Р-18(25)-26/1,2  | Калужский турбинный завод | 1          | 1998 г.                 | Тепловая нагрузка       | 67 Гкал/ч               | [ 12 ]    |
| Паровая турбина                      | ПТ-16-3,4/0,6    | Калужский турбинный завод | 1          | 2006 г.                 | Установленная мощность  | 16 МВт                  | [ 12 ]    |
| Паровая турбина                      | ПТ-16-3,4/0,6    | Калужский турбинный завод | 1          | 2006 г.                 | Тепловая нагрузка       | 58 Гкал/ч               | [ 12 ]    |
| Водогрейное оборудование             |                  |                           |            |                         |                         |                         |           |
| Водогрейный котел                    | ПТВМ-100         | Бийский котельный завод   | 1          | 1961 г.                 | Топливо                 | газ                     | [ 12 ]    |
| Водогрейный котел                    | ПТВМ-100         | Бийский котельный завод   | 1          | 1961 г.                 | Тепловая мощность       | 100 Гкал/ч              | [ 12 ]    |
| Водогрейный котел                    | ПТВМ-100         | Бийский котельный завод   | 3          | 1962 г. 1963 г. 1965 г. | Топливо                 | газ                     | [ 12 ]    |
| Водогрейный котел                    | ПТВМ-100         | Бийский котельный завод   | 3          | 1962 г. 1963 г. 1965 г. | Тепловая мощность       | 100 Гкал/ч              | [ 12 ]    |

## Топонимика
В честь МОГЭС названы улицы в Рязани, Егорьевске, посёлке Рошаль Московской области, посёлок в черте города Новомосковска Тульской области и микрорайон в городе Ногинске Московской области.